# Castello del Trausnitz
Il castello del Trausnitz (in tedesco: Burg Trausnitz) è un castello medievale situato a Landshut, nel land della Baviera, in Germania.
Era la sede dei Wittelsbach e servì come residenza ducale per la  Bassa Baviera dal 1255 al 1503, e più tardi per i governanti ereditari di tutta la Baviera. Il castello fu fondato nel 1204 dal duca Ludovico I.

## Storia e descrizione

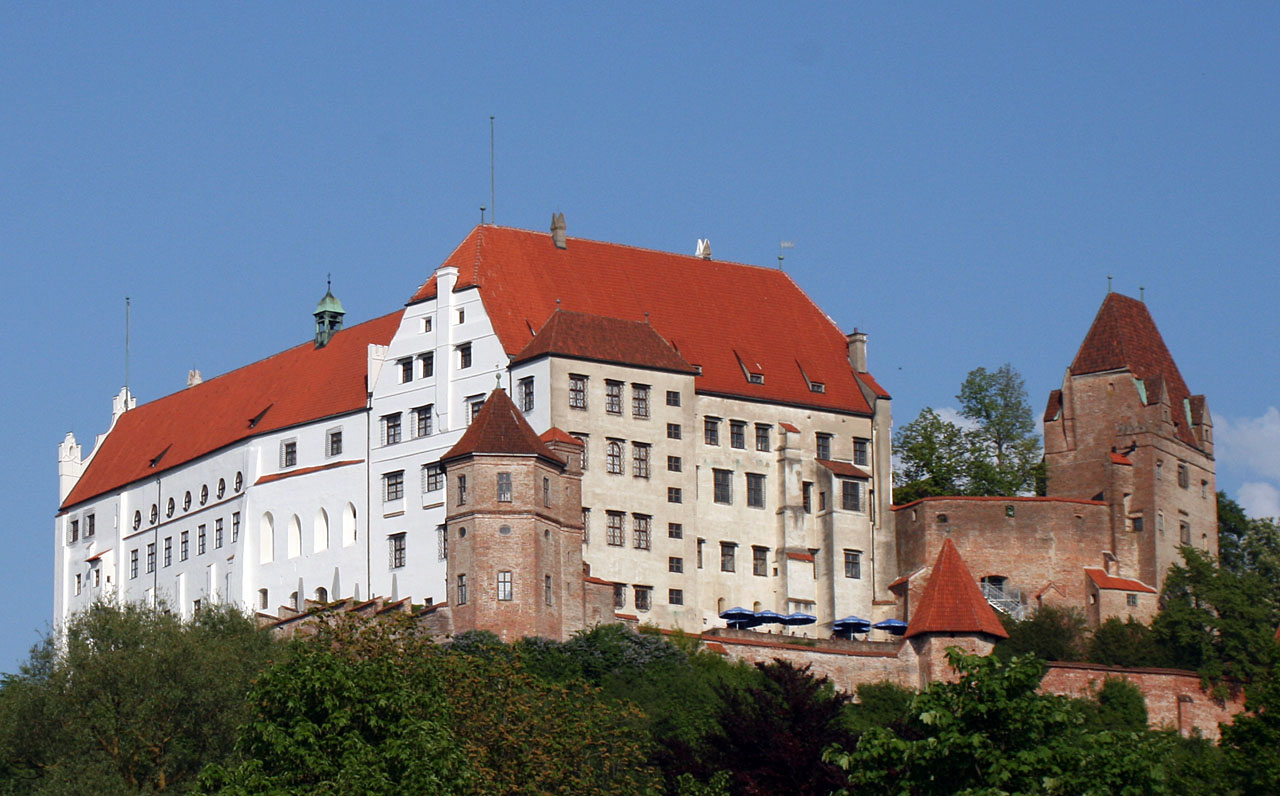
Prospetto ovest

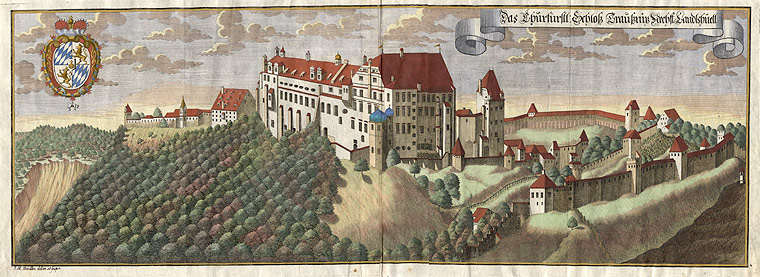
Trausnitz da Michael Wening (1645-1718)

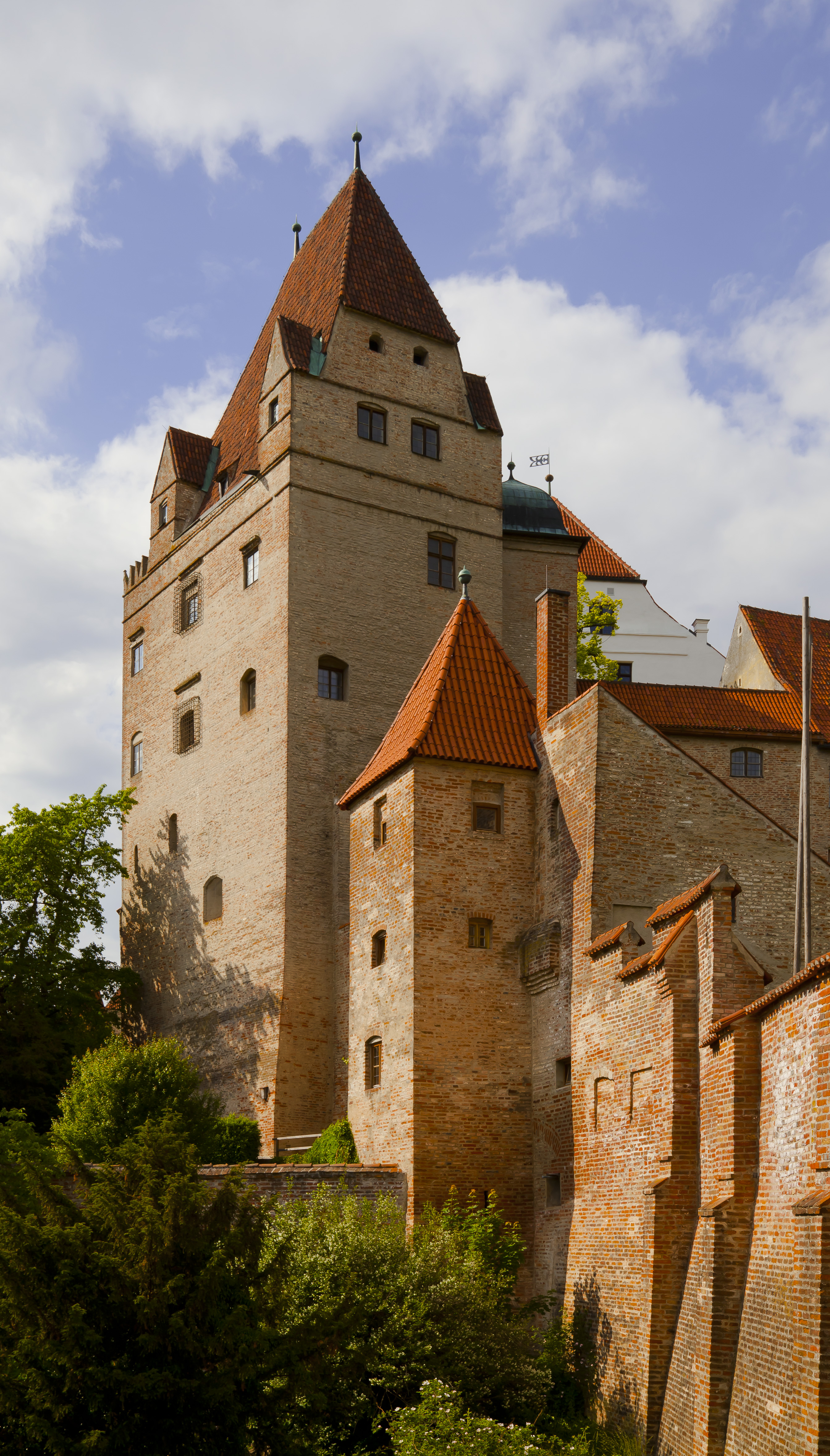
Veduta

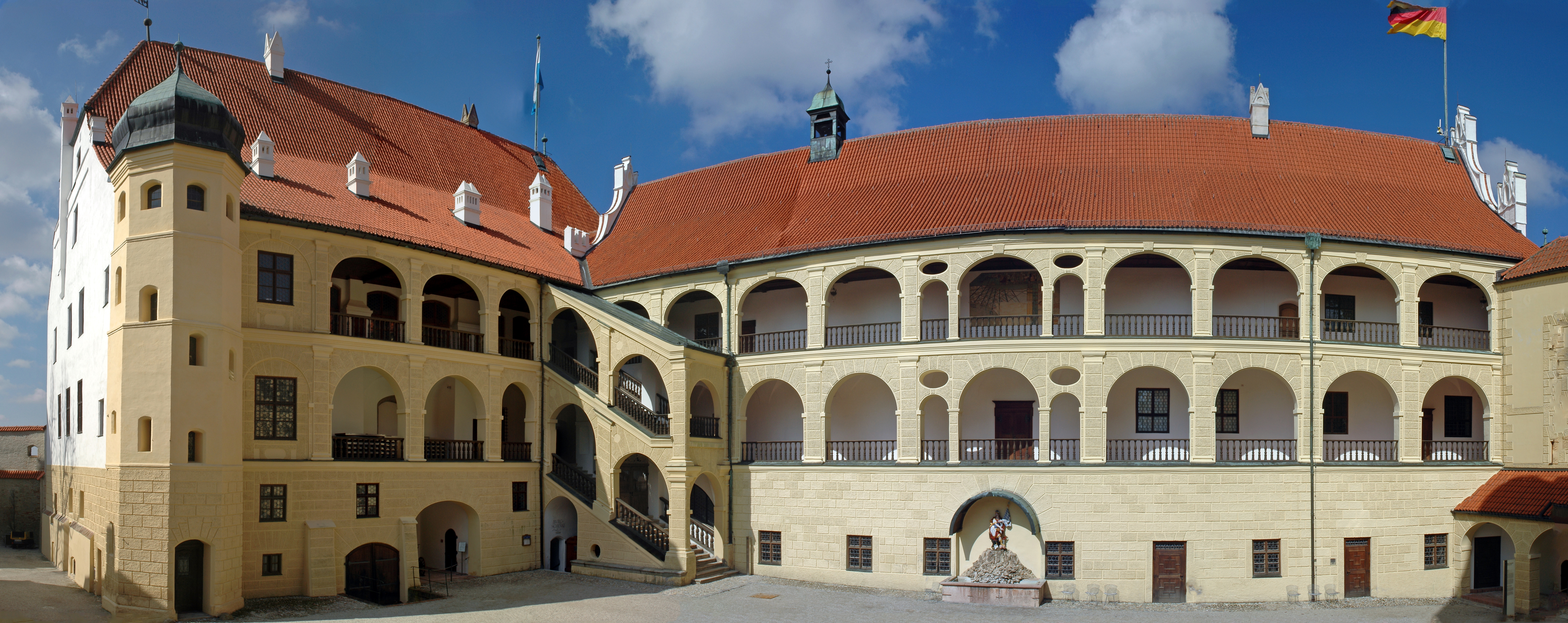
Gli edifici rinascimentali sul cortile.

Il castello del Trausnitz si trova in cima ad una collina che domina la città di Landshut. Fino al XVI secolo portava lo stesso nome della città, Burg Landshut, che si traduce in "protettore della terra". Il castello era stato eretto nel 1204 dal duca Ludovico I Duca di Baviera a protezione della città e del territorio circostante. La sua costruzione era già ultimata quando venne visitato nel 1235 dall'imperatore Federico II. Le dimensioni del castello sono rimaste quasi invariate dal XIII secolo.
Durante la prima metà del XIII secolo Trausnitz rappresentava non solo il centro della politica imperiale, ma anche il centro della cultura degli Staufer. In quel periodo Landshut fu visitata da famosi menestrelli e minnesänger, tra cui Walther von der Vogelweide e Tannhäuser. Il mecenatismo d'arte dei Duchi di Baviera era così dispendioso che mandarono uno scultore a Strasburgo per creare gioielli per una scultura che si trova ora nella Burgkapelle, la "Cappella palatina".
Il duca Giorgio il Ricco rinnovò e ampliò a più riprese gli edifici del castello durante il XV secolo. Il Dürnitz (Sala dei Cavalieri) venne costruito in quel periodo. Vennero, inoltre, erette le mura dell'anello esterno e furono aumentate le torri difensive.
Dal 1516 il Duca Ludovico X di Baviera ristrutturò e arredò il castello secondo lo stile rinascimentale della Germania meridionale, trasformando gli interni in un palazzo residenziale. Ancor oggi ne rimangono i portici del cortile, creati fra il 1568 e il 1578 da Federico Sustris per il principe ereditario Guglielmo V di Baviera. Molti quadri in stile fiorentino furono acquisiti in questo momento, anche se la maggior parte di essi andarono persi a causa di incendi nel corso degli anni. Più tardi, il principe Ferdinando Maria (1675-1679) intraprese il restauro dei dipinti bruciati e arredò le stanze con altre opere.
Nel corso del XVIII secolo, il castello venne destinato a caserma e prigione per i detenuti di alto rango. All'inizio del XIX secolo venne utilizzato come ospedale.
Fra il 1869 e il 1873 il re Ludovico II di Baviera (già creatore del castello di Neuschwanstein in Füssen) dispose la decorazione di un nuovo, splendido, appartamento privato al secondo piano dell'ala del principe.
Nel 1961 un incendio distrusse gran parte degli interni, tra cui le camere del re, ora restaurati.

## Interni

### Sala dei Cavalieri
Il Dürnitz appartiene al corpo principale del XIII secolo. La stanza è di 245 m² ed è divisa in due navate, di quattro campate. Venne realizzata fra il 1260 e il 1270 nello stile gotico di influsso cistercense.
Oggi la sala dei cavalieri è usata per banchetti o per esposizioni brevi.

### Torre Söller
La Loggia, già chiamata così dal 1493, fu terminata nel XVI secolo. La torre offre una splendida vista della città attraverso le sue arcate a tutto sesto. Sul lato est si trova una scala. Il soffitto ligneo con piccole rose scolpite risale al tempo di Guglielmo V. Sul lato sud della stanza vi è una piattaforma in pietra per l'orchestra. Il "Söller" viene oggi utilizzato per diverse funzioni e contiene un massimo di 99 persone.

### La Sala bianca
La Weiße Saal sala bianca è al primo piano dell'edificio principale ed è direttamente sopra la sala dei cavalieri. La sala bianca probabilmente venne costruita nel XV secolo e fu progettata come una grande sala da ballo. Sembra che la sala non sia mai stato completata perché non ci sono tracce di pittura (cosa normale per il castello in quei tempi).
I circa sala è grande 240 m² e oggi è utilizzata per banchetti, concerti e conferenze. Da essa i visitatori possono godere della splendida vista sulla città di Landshut.

### Sala delle arti e delle curiosità
Comunemente nel Rinascimento proliferavano in Europa il cosiddetto gabinetto delle Curiosità che in sostanza era una collezione personale di rare, oggetti sconosciuti e meravigliosi. Dalle caratteristiche popolari, visive e enciclopediche, questi armadi o Wunderkammern, comprendevano una varietà di esemplari provenienti da entrambi i mondi conosciuti e di recente scoperta. Queste collezioni di oggetti curiosi apparentemente dalle caratteristiche non umane richiedono l'idea o l'applicazione di caratteristiche e tratti umani in grado di descrivere il loro stato disumano.
La camera d'arte e curiosità di Trausnitz iniziata dal principe Guglielmo nel 1579 venne poi portata a Monaco di Baviera. Consiste in una collezione di 750 reperti tra cui le opere d'arte, tesori d'Oriente e altre curiosità tipiche delle collezioni di regnanti rinascimentali. È stato riaperta al pubblico nel settembre 2004 come parte del Museo Nazionale Bavarese. La camera è divisa in quattro temi diversi:
- Artificiala - meraviglioso-leggendario contiene bronzi, dipinti e sculture in miniatura di pietre prugna.
- Naturalia - le meraviglie della natura, vengono mostrati animali imbalsamati, corna straordinarie, cozze e minerali.
- Exotica - meraviglie da paesi stranieri, contiene lavori artigianali in corallo, avorio e madreperla.
- Scientifica - scientifico mostra strumenti scientifici usati per la conoscenza razionale del mondo intorno all'anno 1600.